# Cratere Giordano Bruno
Giordano Bruno è un cratere lunare, intitolato all'omonimo filosofo e situato nel lato nascosto della Luna, appena oltre il bordo nordorientale. Si trova in una regione che è visibile solo durante le librazioni favorevoli. Tuttavia, anche nelle migliori condizioni l'area è visibile di lato e non sono visibili molti dettagli. Il cratere Harkhebi si trova a nordovest e il cratere Szilard a sudest.
Osservato dall'orbita, il cratere Giordano Bruno appare al centro di una raggiera simmetrica di materiali espulsi (ejecta) con una diversa albedo rispetto al terreno circostante. Questa raggiera si estende per oltre 150 km e non è stata modificata dall'erosione. Alcuni materiali espulsi raggiungono il cratere Boss, a 300 km in direzione nordovest. Il bordo esterno del cratere è particolarmente chiaro rispetto alla regione circostante. Queste caratteristiche sono tipiche di una formazione geologica relativamente recente, la cui età precisa è sconosciuta ma è stimata essere inferiore ai 350 milioni di anni.
È stato riportato che il 18 giugno 1178, poco dopo il tramonto cinque monaci a Canterbury videro due corni di luce nella regione lunare in ombra. Le moderne teorie prevedono che durante la creazione del cratere, a causa dell'impatto potrebbe essersi sollevato un pennacchio di materia fusa dalla superficie della luna, che sarebbe in accordo con la descrizione fornita dai monaci. Inoltre la posizione sarebbe corrispondente a quella fornita, cosa che potrebbe giustificare l'ipotesi che la formazione del cratere 'Giordano Bruno' sia stata effettivamente osservata.
La spettacolare raggiera del cratere confermerebbe la sua giovane età poiché i micrometeoriti, che cadono costantemente sulla superficie lunare, sono sufficienti ad erodere una raggiera in un tempo geologicamente breve. Sono presenti alcune controversie sulla datazione del cratere perché un impatto in grado di creare un cratere di 22 km avrebbe sollevato una quantità di detriti tali da creare una tempesta di meteore sulla Terra, di cui non esiste traccia nella documentazione storica degli astronomi Europei, Cinesi, Arabi, Giapponesi e Coreani. Questo fatto costituisce la principale controversia sulla formazione del cratere in tempi così recenti. Secondo altre teorie, i monaci potrebbero aver visto una meteora che esplodeva in direzione della Luna.